# Million Wolde
Million Wolde (17 de març, 1979) és un ex atleta etíop especialista en fons.
Al disset anys competí al Campionat del Món Júnior de 1996 a Sydney, acabant en sisena posició als 3000 m obstacles. Als següents Campionats del Món Júnior a Annecy, França el 1998 guanyà els 5000 m. També acabà vuitè al Campionat del Món Júnior de camp a través a Ciutat del Cap el 1996, fou segon a Torí el 1997 i a Marràqueix el 1998 guanyà el primer campionat júnior sobre 8 km.
Però la veritable fama va arribar quan Wolde va guanyar la medalla de bronze al 3000m al Campionat del Món Indoor de 1999 a Maebashi i després va acabar vuitè als 5.000 metres dels Campionats del Món a Sevilla a finals d'aquest any. Al Campionat del Món de Cros Country, Wolde va acabar quart en cursa curta sènior (4 km) a Belfast el 1999 i 15è a la mateixa distància a Vilamoura, Portugal el 2000.
El punt culminant de la carrera de Wolde va arribar als 5.000 m als Jocs Olímpics de Sydney 2000, quan encara tenia només vint-i-dos anys. Sense ningú preparat per establir un ritme decent, Wolde va esperar el seu moment i després va córrer passant els líders els 200 metres restants per guanyar en 13:35.49 per davant del segon classificat, Ali Saidi-Sief d'Algèria i Brahim Lahlafi del Marroc. Al proper Campionat del Món d'Edmonton, Canadà, Wolde va guanyar una medalla de plata als 5000 m.
Les lesions minvaren el seu rendiment els següents anys.